# Thomas Lange
Thomas Lange (Eisleben, 27 de fevereiro de 1964) é um remador alemão bicampeão olímpico e penta-campeão mundial.
Thomas Lange competiu nos Jogos Olímpicos de 1988, 1992, e 1996, na qual conquistou a medalha de ouro em 1988 e 1992 no skiff simples. Em 1988 disputou pela Alemanha Oriental.